# Jan Palouš (hockey sur glace)
Pour les articles homonymes, voir Jan Palouš et Palouš.
Jan Palouš, né Jan Arnold Pallausc le 25 octobre 1888 à Budweis et mort le 25 septembre 1971 à Prague, est un joueur de hockey sur glace professionnel tchèque médaillé olympique, également réalisateur de cinéma.

## Carrière
Jan Palouš commence sa carrière en jouant pour l'équipe Akademický SK plus tard renommée ČSS Praha. Il est sélectionné avec d'autres joueurs de Prague pour jouer avec l'équipe de Bohême en 1909 pour la première compétition internationale organisée par la Ligue internationale de hockey sur glace, la Coupe Chamonix en France. Les joueurs sélectionnés pour représenter la Bohême découvrent alors pour la première fois les crosses de hockey canadiennes. Ils sont alors plus habitués à jouer au bandy. Les huit joueurs de l'équipe seront surnommés Les Mousquetaires du hockey (cs) (en tchèque : Hokejoví mušketýři).
Le premier match de l'histoire de l'équipe est joué contre le Club des Patineurs de Paris représentant l'équipe de France qui s'impose sur la marque de 8 buts à 1, le but de l'équipe de Bohème étant inscrit par Palouš. Lors des matchs suivants, les Bohémiens perdent tour à tour contre le Club des patineurs de Lausanne (un but de Palouš), contre Prince's Club puis contre la Fédération des Patineurs de Belgique.
Il est sélectionné avec l'équipe de Bohême pour toutes les éditions du championnat d'Europe avant la Première Guerre mondiale. Palouš évolue au sein de l'équipe de Bohême qui remporte le second championnat d'Europe en 1911 guidés par le capitaine de l'équipe, Jaroslav Jarkovský, auteur de 9 buts. Palouš et ses coéquipiers auraient dû remporter l'édition suivante mais les résultats sont annulés en raison de tension et de défaut de qualification pour l'Autriche. En 1913, la Bohême finit à la seconde place du classement et il remporte un nouveau titre en 1914.
Il fait partie de l'équipe de Tchécoslovaquie qui remporte la médaille de bronze au tournoi de hockey en 1920 à Anvers. Il fait alors partie de la première équipe participant à une compétition officielle et perd contre les Falcons de Winnipeg représentants du Canada sur la marque de 15 buts à 0. Le second match est également soldé par une défaite de son pays avec une défaite 16-0 contre l'équipe des États-Unis. La première victoire de l'équipe vient contre les Suédois. La Tchécoslovaquie remporte le match 1 but à 0, but inscrit par Josef Šroubek.
En club, il change également d'équipe après la guerre et rejoint le SK Slavia Praha. Il participe par la suite à l'édition 1924 du championnat d'Europe ainsi qu'à la prochaine édition des Jeux olympiques.
À la suite de sa carrière il écrit deux livres sur son expérience dans le hockey : Mušketýři s hokejkou en 1955 revenant sur l'expérience de Chamonix avec les joueurs de Bohême et S hokejkou po světě l'année suivante, « Dans le monde du hockey », livre sur la même expérience.
Réalisateur de films
Jan Palouš a réalisé en 1914 Le Cauchemar (Noční děs), un court-métrage qui est un des premiers films tchèques. Il réalisera cinq autres films en 1918 et 1919.

## Statistiques en équipe nationale
Palouš aura joué 23 matchs avec la Bohême et la Tchécoslovaquie et inscrit 3 buts au total. Il a participé aux compétitions suivantes :
| Année | Équipe          | Compétition             |  | PJ | B | A | Pts | Pun                               |  | Résultats |
| 1909  | Bohême          | Coupe Chamonix          |  | 2  |   |   |     | Dernière place                    |  |           |
| 1911  | Bohême          | Championnat d'Europe    |  | 0  |   |   |     | Médaille d'or                     |  |           |
| 1912  | Bohême          | Championnat d'Europe    |  | 0  |   |   |     | Médaille d'or (résultats annulés) |  |           |
| 1913  | Bohême          | Championnat d'Europe    |  | 1  |   |   |     | Médaille d'argent                 |  |           |
| 1914  | Bohême          | Championnat d'Europe    |  | 0  |   |   |     | Médaille d'argent                 |  |           |
| 1920  | Tchécoslovaquie | Jeux olympiques d'été   |  | 0  |   |   |     | Médaille de bronze                |  |           |
| 1921  | Tchécoslovaquie | Championnat d'Europe    |  | 0  |   |   |     | Médaille d'argent                 |  |           |
| 1924  | Tchécoslovaquie | Jeux olympiques d'hiver |  | 0  |   |   |     | Cinquième place                   |  |           |